# William Henry Young
Pour les articles homonymes, voir Young.
William Henry Young (Londres, 20 octobre 1863 - Lausanne, 7 juillet 1942) est un mathématicien anglais issu de l'université de Cambridge et ayant travaillé à l'université de Liverpool et à l'université de Lausanne.
Ses études ont principalement porté sur la théorie de la mesure, les intégrales de Lebesgue, les séries de Fourier et le calcul différentiel. Il apporta de brillantes contributions à l'analyse complexe.
On lui doit la formule de Taylor-Young, l'inégalité de Young, celle de Hausdorff-Young (en) et l'inégalité de Young pour la convolution. Young est devenu membre de la Royal Society le 2 mai 1907.

## Distinctions
- Membre de la Royal Society en 1907 ;
- Docteur honoris causa de l'université de Genève[1] en 1913 ;
- Lauréat de la médaille De Morgan en 1917 et de la médaille Sylvester en 1928 ;
- Président de la London Mathematical Society de 1922 à 1924 ;
- Président de l'union mathématique internationale de 1929 à 1936 ;
- Docteur honoris causa de l'université de Calcutta.

## Publications
- (en) The Fundamental Theorems of the Differential Calculus (1910).

Et, en collaboration avec sa femme Grace Chisholm Young :
- (en) The First Book of Geometry (1905) [présentation en ligne].
- (en) The Theory of Sets of Points (1906) aperçu sur Google Livres.